# Heptathela abca
Heptathela abca is een spinnensoort uit de familie Liphistiidae. De soort komt voor in Vietnam.